# 四川大学东方红八·二六战斗团
四川大学东方红八·二六战斗团，简称川大八·二六，在文革进程中形成了以它为首的八·二六派。

## 历史
1966年8月26日，四川大学学生冲击四川省委文革小组在东方红大礼堂主持召开的黄流的检讨会，被称为“八·二六”事件。
9月13日，四川大学东方红八·二六战斗团成立。一度是“红卫兵成都部队”的成员单位，称“红卫兵成都部队川大支队”。后来与其决裂，改称“红卫兵川大支队”。